# Kaiserstraße (Heilbronn)
Die Kaiserstraße ist eine Straße im Heilbronner Stadtkern. Einst Kramgasse genannt und von untergeordneter Bedeutung, wurde sie durch städtebauliche Maßnahmen im späten 19. Jahrhundert zur wichtigsten West-Ost-Achse der Stadt und 1897 in Kaiserstraße umbenannt. In der Zeit um 1900 wichen viele historische Gebäude an der Straße repräsentativen Geschäftshäusern. Die Gebäude längs der Straße wurden wie die gesamte Heilbronner Innenstadt beim Luftangriff vom 4. Dezember 1944 zerstört. Nur wenige Gebäude wie die Kilianskirche wurden originalgetreu wiederaufgebaut. Die Bebauung ist daher geprägt von Geschäftshäusern aus der Zeit seit den 1950er Jahren. Die Straße ist seit Mitte der 1990er Jahre fast auf ihrer gesamten Länge Fußgängerzone mit Bus-, Stadtbahn- und Taxiverkehr.

## Verlauf
Die Kaiserstraße ist die zentrale Ost-West-Verbindung der Heilbronner Innenstadt. Sie verläuft von der Oberen und der Unteren Neckarstraße zur Allee. Ihre Fortsetzung in östlicher Richtung jenseits der Allee bildet die Moltkestraße, während sie im Westen von der den Neckar überquerenden Friedrich-Ebert-Brücke fortgesetzt wird, die die Verbindung zur Bahnhofstraße darstellt. Die Kaiserstraße ist von der Gerberstraße bis zur Allee als Fußgängerzone ausgeschildert. Sie wird von beiden Heilbronner Stadtbahnlinien sowie von mehreren Stadt- und Regionalbuslinien befahren. Ungefähr auf der Hälfte ihrer Länge passiert sie den Heilbronner Marktplatz, der auf ihrer nördlichen Seite liegt, sowie die Kilianskirche.

## Geschichte
Die Kaiserstraße markiert die Trennungslinie zwischen zwei verschiedenen Teilen der einstigen Heilbronner Altstadt. Der südliche, ältere Teil war um den Deutschhof gewachsen, der nördliche bildete eine Marktgemeinde.
Im Gegensatz zu der nordsüdlichen Achse, die von Sülmer- und Fleinerstraße gebildet wird und einem alten Handelsweg entspricht, der mit dem Sülmer- und dem Fleinertor die einzigen Zugänge zur Stadt nutzte, die bis zum Beginn des 19. Jahrhunderts auf der Landseite Heilbronns existierten, gab es in ostwestlicher Richtung ursprünglich keine solch geradlinige Handelsstrecke durch Heilbronn. Das Tor auf der Westseite der Stadt befand sich an der alten Neckarbrücke, die etwa auf der Höhe der Kirchbrunnenstraße den Fluss überspannte, während es nach Osten lange Zeit überhaupt kein Stadttor gab. Handelsleute, die in Richtung des Weinsberger Sattels zogen, nutzten das Sülmertor und bewegten sich am Karmeliterkloster entlang, das sich außerhalb der Stadtmauern in der Gegend des heutigen Alten Friedhofs befand. Um eine Öffnung nach Osten zu schaffen, wurde erst 1808 der Adelberger Turm abgebrochen und das Karls- oder Neutor genannte Tor errichtet, das etwa an der Kreuzung der heutigen Karlstraße und der Allee stand.

Der Bau der neuen Neckarbrücke von 1867 (links) öffnete die Kaiserstraße nach Westen

Blick in die Kaiserstraße 1906

1776 wurde die damalige Kramgasse zur Chaussee ausgebaut. 1807 wurde das Brückentor abgerissen, 1839 das Salzhaus beim einstigen Brückentor, dann wurde ein Straßendurchbruch durch das ehemalige Katharinenspital geschaffen, so dass die Kramgasse sich zum Neckar hin öffnete. 1867 wurde eine Neckarbrücke am westlichen Ende der Kramgasse neu errichtet, während der Vorgängerbau etwa hundert Meter weiter südlich gestanden hatte. Der Durchbruch zur Allee am östlichen Ende der Kramgasse orientierte sich am Verlauf der schmalen Präsenzgasse und erfolgte in den Jahren 1894 bis 1897; abgeschlossen war er am 1. März 1897 unter Oberbürgermeister Paul Hegelmaier. Damit war eine durchgehende Verkehrs- und Geschäftsachse geschaffen.
Dem Ausbau der alten Kramgasse zur Kaiserstraße fielen etliche Häuser am Kiliansplatz zum Opfer, unter anderem die Weinstube des Bäckers David Gräßle, in der die Gräßle-Gesellschaft zu tagen pflegte. Viele andere historische Häuser längs der Straße wichen in der Zeit um 1900 repräsentativen Gebäuden im Stil der Zeit. Der Kiliansplatz wurde durch den Ausbau der Kaiserstraße zum Verkehrsknotenpunkt, an dem sich die neue Ostwestverbindung mit dem alten nordsüdlich verlaufenden Handelsweg zwischen Fleiner und Sülmertor kreuzte. Zusätzliche Verkehrsbedeutung gewann die Straße außerdem durch die Straßenbahn Heilbronn, die die Kaiserstraße anlässlich der großen Kunst-, Industrie- und Gewerbeausstellung 1897 in der Kelter hinter dem Stadtgarten erstmals befuhr und deren Linien sich auch auf dem Kiliansplatz trafen. Die Bedeutung der Straße als Verkehrsachse wird u. a. auch daran ersichtlich, dass die Kaiserstraße mit 47 (von insgesamt 480) Unfällen die Heilbronner Unfallstatistik des Jahres 1936 anführte.

Heilbronn von Westen, 1617
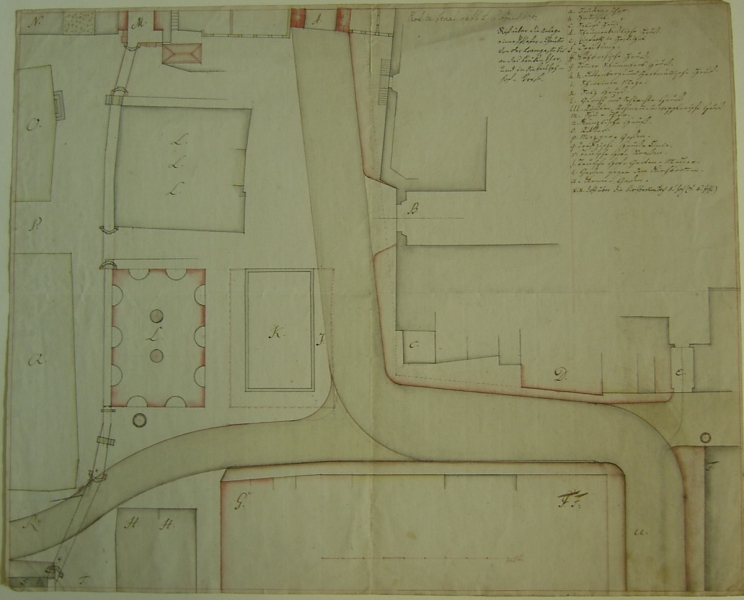
Riß über die Anlage einer Pflaster-Chaussee von der Kramgasse bis an das Brücken Thor und in die Teutsch-Hof-Strase von 1782
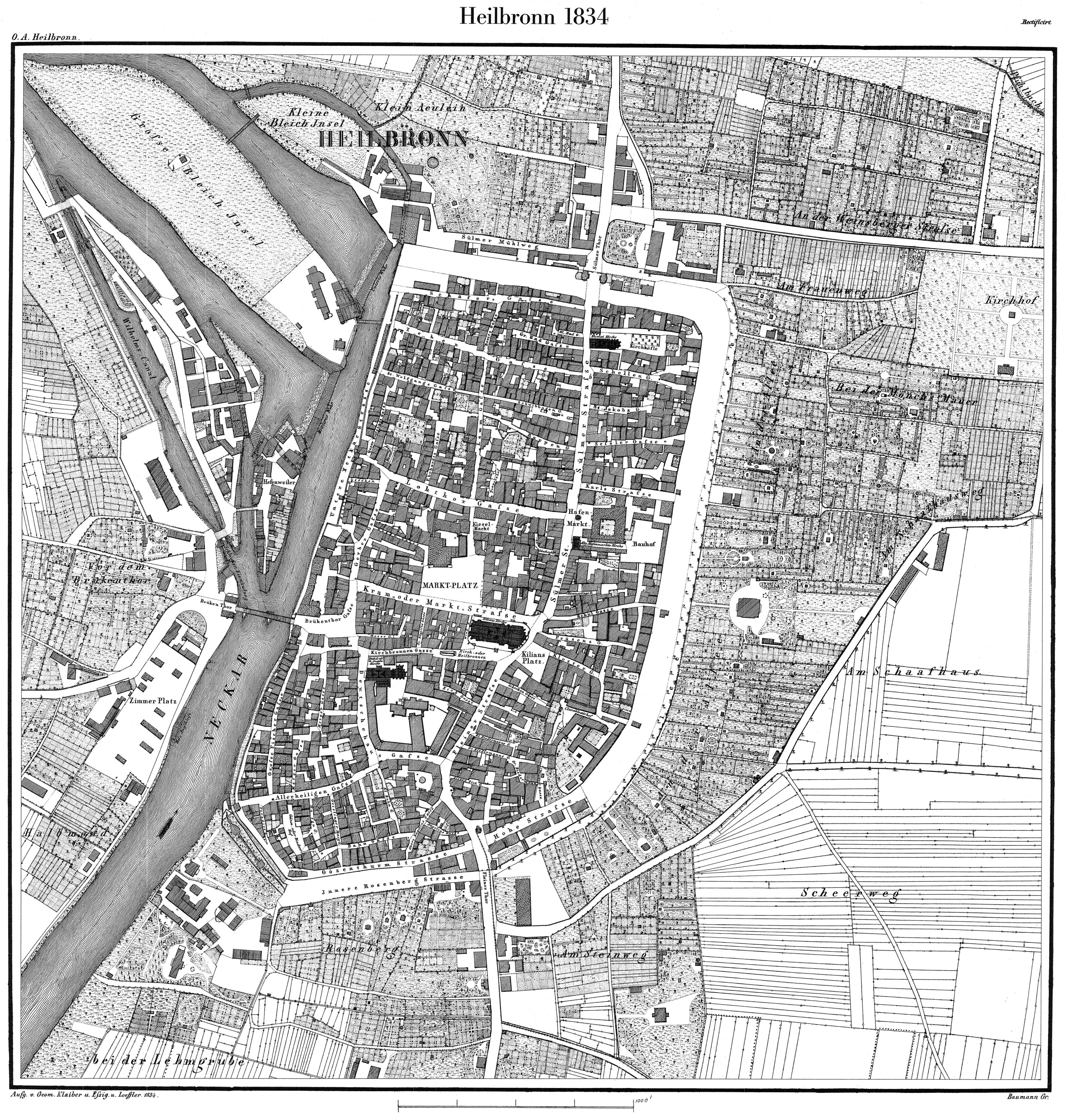
Stadtplan von 1834
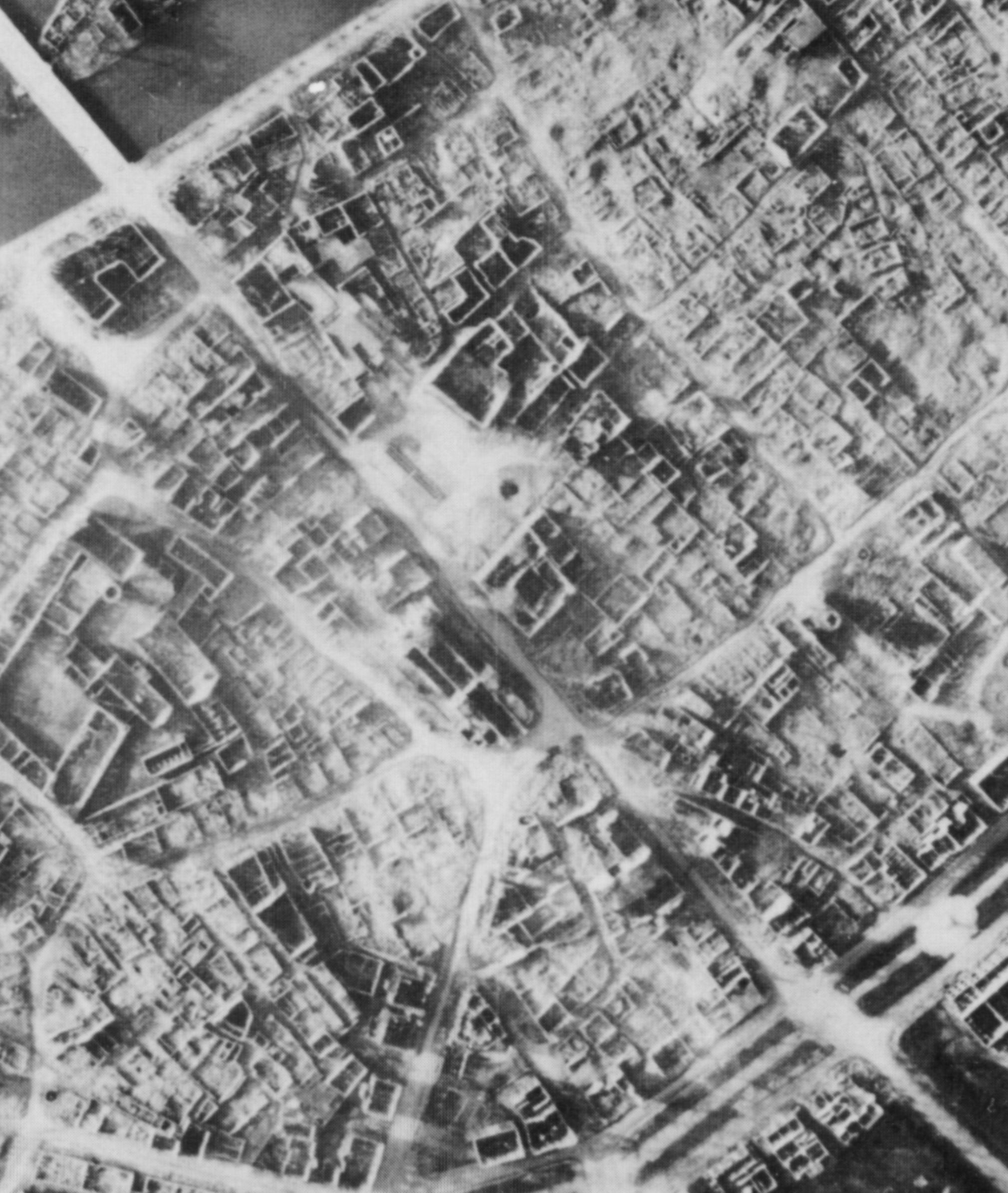
Luftbild der Kaiserstraße aus dem Zweiten Weltkrieg. Links oben die noch nicht gesprengte Neckarbrücke, rechts unten die Allee

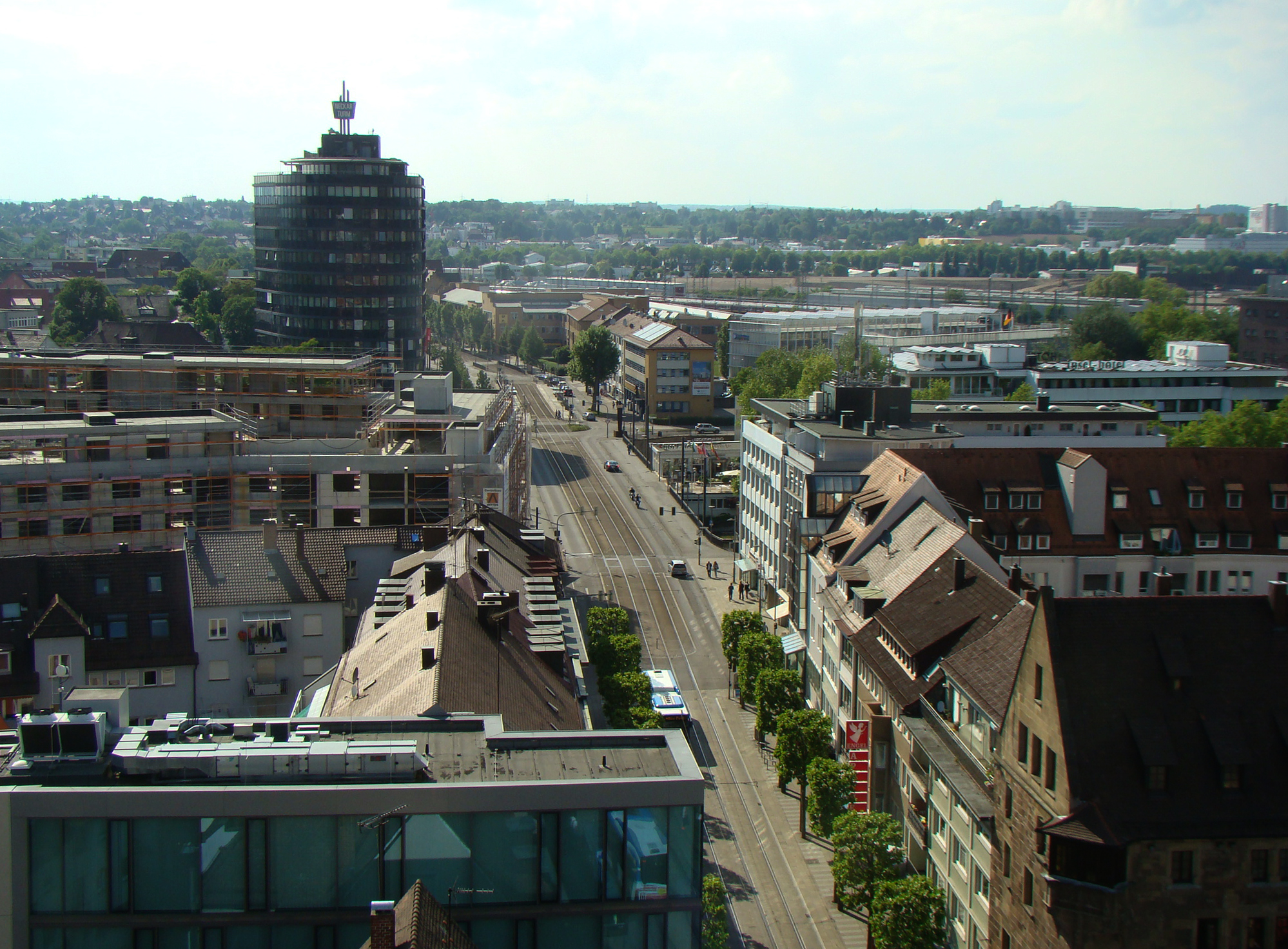
Blick vom Kiliansturm über die westliche Kaiserstraße zur Neckarbrücke und weiter in die Bahnhofstraße

Durch die Luftangriffe auf Heilbronn im Zweiten Weltkrieg, vor allem durch den verheerenden Luftangriff vom 4. Dezember 1944, wurde die Heilbronner Altstadt zu großen Teilen zerstört. Auch die Kaiserstraße war davon betroffen und alle Gebäude wurden zerstört. Nur wenige Gebäude wie die Kilianskirche oder das Käthchenhaus wurden ihrer alten Form folgend wiederaufgebaut, so dass heute kaum historische Bauwerke an dieser Straße zu verzeichnen sind. Die alte Straßenführung wurde beim Wiederaufbau zwar berücksichtigt, doch wurden Begradigungen und Erweiterungen vorgenommen. Der Wiederaufbau von Wohn- und Geschäftshäusern längs der Straße erfolgte im Wesentlichen bis zur Mitte der 1950er Jahre, der Wiederaufbau der Kilianskirche dauerte bis in die 1970er Jahre an.
Die Straßenbahn Heilbronn stellte in den 1950er Jahren zugunsten einer Nahverkehrsversorgung mit Bussen ihren Dienst ein. Mitte der 1950er Jahre wurden die alten Straßenbahnschienen von der Kaiserstraße und weiteren Straßen entfernt. Die Kaiserstraße behielt als Verkehrsachse jedoch weiter Bedeutung, sowohl für den west-östlichen Individualverkehr wie auch für das Stadtbusnetz der Verkehrsbetriebe Heilbronn, das mit der Haltestelle am Marktplatz in der Kaiserstraße einen seiner Knotenpunkte hatte.
1995/96 wurde die Kaiserstraße auf nahezu ganzer Länge zur Fußgängerzone mit Bus- und Taxiverkehr umgewandelt. 1998 fand eine Umgestaltung statt, bei der auch schon Gleise für den 2001 beginnenden Betrieb der Stadtbahn Heilbronn verlegt wurden. Für die Stadtbahnstrecke nach Neckarsulm, die an der Einmündung der Kaiserstraße in die Allee abzweigt, musste 2013 der östliche Teil der Straße für den Einbau von Weichen erneut umgebaut werden.
Die Bebauung der Straße besteht heute im Wesentlichen aus meist dreistöckigen Geschäftshäusern mit zur Straße hin geschlossenen Fassaden. Die Parzellierung entspricht zumeist noch der der Wiederaufbaujahre, doch wurden mit dem Käthchenhof beim Marktplatz und dem Klosterhof im Bereich der Klostergasse inzwischen auch ganze Quartiere mit großflächigen Einkaufszentren überbaut.

## Straßennamen
Historische Bezeichnungen der Straßen, die ungefähr den Verlauf der heutigen Kaiserstraße aufwiesen, waren Kram- oder Marktstraße sowie Präsenzgasse. 1852 erfolgte die Benennung als Kramstraße, am 22. März 1897 erhielt die Straße ihren aktuellen Namen. 1947/1948 war sie kurzfristig in Friedrich-Ebert-Straße umbenannt, um dann wieder als Kaiserstraße bezeichnet zu werden.
Die Umbenennung in Kaiserstraße erfolgte „zum dauernden und ehrenden Andenken an die bevorstehende Feier des 100-jährigen Geburtstags“ des deutschen Kaisers Wilhelm I. und veranlasste den ortsansässigen Dichter Josef Wachter (1844–1910) zu einem Spottgedicht, in dem es unter anderem heißt:
„Es hat vollbracht der hohe Rat

Heilbronnias die größte Tat.

Viktoria! Sie wird nun werden

bedeutungsvollste Stadt auf Erden.

Bedeutungsvoll in höchstem Maß:

Wir haben eine Kaiserstraß’!“

## Bedeutende Bauwerke
Einige Bauten, die sich direkt an der Kaiserstraße oder am von dieser passierten Marktplatz befinden, stehen unter Denkmalschutz:
Kaiserstraße:
- Sicherer’sche Apotheke (Kaiserstraße 32)
- Kilianskirche (Kaiserstraße 38)
- Dresdner Bank (Kaiserstraße 37)

Marktplatz:
- Käthchenhaus (Marktplatz 1, Ecke Kaiserstraße)
- Rathaus (Marktplatz 7)
- Haus Zehender (Marktplatz 12)

## Alle Gebäude
- Im Bereich Kaiserstraße/Gerberstraße/Untere Neckarstraße befand sich der abgegangene Königshof bzw. das Spital. Das königliche Verwaltungszentrum mit Wirtschaftshof ist schon für das Jahr 741 zu erschließen; das älteste bekannte urkundliche Zeugnis stammt aus dem Jahr 841. Vermutlich gehörte dazu auch ein Areal etwas weiter westlich, wo nach dem Neckarprivileg 1333 ein neues Neckarbett gegraben wurde. Nach der Auflösung des Hofes ab 992 gingen Teile davon in den Besitz des Calwer Grafenhauses, der Klöster Hirsau, Maulbronn, Kaisheim und Lorch sowie einzelner Heilbronner Patrizier und der Stadt Heilbronn selbst über. 1306 wurde auf einem Teil der Fläche ein Spital gegründet, in dem im 14. und 15. Jahrhundert die verschiedenen Stadthöfe wieder zu einem Gesamtkomplex vereinigt wurden. Das Spital wurde nach der Errichtung modernerer Einrichtungen des Gesundheits- und Armenwesens 1862 auf Abriss verkauft und das Gelände überbaut. Heute durchschneidet die Kaiserstraße das Areal. im südlichen Bereich des Areals, an der Stelle der Spitalkirche, befindet sich heute das Marra-Haus. Eventuell sind im einstigen Spitalbereich noch Überreste alter Bauten zu finden.

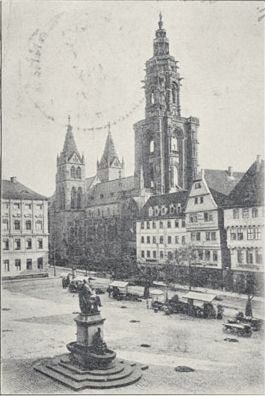
Nr. 34, rechts neben der Kilianskirche, spätestens 1899. Kurz darauf wurde dieses Haus durch einen Neubau ersetzt.

- In der Kaiserstraße 1–3, die im Bereich des einstigen Spitals liegt, befand sich 1931 ein von Hermann Meyer geführtes Bankgeschäft.[6] Die Max-Meyer-Bank musste am 9. Juli 1932 die Zahlungen einstellen, nachdem Meyers Sohn und ein Prokurist sich abgesetzt hatten und im Zug nach Berlin verhaftet worden waren. Durch den Verlust von 230.000 Reichsmark ging die Bank in Konkurs. Der Prozess gegen Meyer junior begann im Frühjahr 1933.[7] Das Haus beherbergte außerdem auch das Webwarenhaus zur Brücke GmbH,[8][9] das erstmals 1929 im Heilbronner Adressbuch aufgeführt wurde. Der jüdische Inhaber Max May besaß auch eine Firma in der Unteren Neckarstraße 6–8, die Schürzen und Galanteriewaren herstellte. Nach 1933 führte seine Ehefrau Gertrude, geb. Heinen, die Geschäfte. Nach der „Arisierung“ 1938 und der Schließung des Webwarenhauses übernahmen 21 Heilbronner Geschäftsleute Mays Ware. Darunter waren bekannte Namen wie Beilharz, Lichdi, Kachel und Dietzsche. Max May gelang die Flucht nach New York. Heute befindet sich in der Kaiserstraße 1 ein Geschäftshaus der Hypovereinsbank.

- Auf dem Grundstück, das die Adresse Kaiserstraße 2 trägt und sich ebenfalls im Bereich des einstigen Königshofs und des Spitals befindet, stand das Postamt 1,[10] das 1931 durch die neue Hauptpost an der Allee ersetzt, aber nicht abgerissen wurde: Im Dritten Reich wurde das Gebäude als „Adolf-Hitler-Haus“ genutzt. Bis 1944 war dort laut der Chronik der Stadt Heilbronn 1952-1957 auch das Optikergeschäft von Karl Andreß (Karl Fischers Nachfolger).[11] In der Nachkriegszeit wurde an der Kaiserstraße 2 ein Geschäftshaus errichtet, in dem sich 1957 eine Niederlassung des Mietervereins befand.[12] Später wurden die Grundstücke 2 und 4 zusammengefasst, dort war in einem größeren Neubau lange eine Niederlassung von C&A untergebracht. Nach dem Abriss des C&A-Gebäudes wurde 2014 mit dem Bau eines neuen Geschäftshauses begonnen.

- Das Haus Kaiserstraße 3 beherbergte 1931 ein Geschäft für Hüte, Schirme, Damen- und Herrenmoden, geführt wurde es von Oskar Flesch,[13] benannt war es aber nach Julius Flesch. Am 18. August 1934 wurde es im Zuge der „Arisierung“ von Emma und Otto Bischoff übernommen. Flesch wurde 1942 nach Theresienstadt deportiert, wo er umkam. Heute befindet sich in der Kaiserstraße 3 eine Filiale der Commerzbank.

- Kaiserstraße 4 an der Ecke zur Kramstraße hatte bei der Häuserzählung 1855 die Nummer 379 erhalten. In dem Gebäude war im Jahr 1931 ein Geschäft für Damenhüte und Modewaren namens Barasch-Lissmann oder Barasch-Lißmann ansässig; Inhaber waren Hanna Auerbach, geb. Lissmann/Lißmann und Willy Mayer.[14] Hanna oder Hannchen Lissmann/Lißmann, die bisherige Inhaberin, heiratete 1923 den Frankfurter Sanitätsrat Dr. Siegmund Auerbach. Danach wurde Mayer Geschäftsführer. 1933 übernahm er den Laden. Im selben Jahr fanden die ersten Judenboykotte statt.[15] 1938 wurde das Geschäft unter dem Namen Damenhut-Spezialgeschäft Wildt wiedereröffnet. Das Gebäude wurde unter der Besitzerfamilie Jörg optisch an das benachbarte Postamt angeglichen. 1950 befand sich in dem Gebäude der Tabakladen von Otto Jörg und ein Lederwarengeschäft von Hanne Glenk. 1953 bezog das 1944 in der Fleiner Straße ausgebombte Fotohaus Späth Räume im Gebäude.[16] Das Haus wurde vor dem Neubau der C&A-Filiale abgerissen.

Haus Kleinlogel, Kaiserstraße 5, Foto von 1910

- Auf dem Grundstück an der Kaiserstraße 1a und 5 an der Ecke zur Gerberstraße befand sich einst die vermutlich vom Königshof herrührende Johanneskapelle, im 19. Jahrhundert dann ein Wirtshaus. Nach der Umgestaltung der Kaiserstraße wurde dort dann 1902 das Haus Kleinlogel für den Kaufmann Otto Kleinlogel erbaut. Nach der Zerstörung 1944 ließ der Eigentümer dann den heute dort befindlichen Bau nach Plänen von Kurt Marohn errichten. 1960 befanden sich in dem Gebäude neben der Lebensmittel- und Drogeriegeschäft Kleinlogel auch eine Express-Reinigung.

- Das Haus Kaiserstraße 6 gehörte bis zu dessen Tod am 8. Mai 1927 dem Kaufmann Wilhelm Eisig, der darin ein Geschäft für Damenkonfektion betrieb. Seine Witwe Hedwig vermietete das Geschäft dann an Adolf Oppenheimer. Dieser betrieb in der Kaiserstraße 6 zusammen mit seiner Frau Thekla „Spiers Schuhwarenhaus“.[17] Thekla Oppenheimer führte nach dem Tod ihres Mannes im Jahr 1932 das Geschäft zunächst weiter, hatte aber bald unter Judenboykotten zu leiden, die die NSDAP durchführte. 1934 gab sie das Geschäft auf und Fritz Wacker richtete eine Salamander-Filiale in dem Haus ein. 1938/39 musste Hedwig Eisig das Haus an die Stadt Heilbronn verkaufen; diese vermietete es an den Bürgermeister Hugo Kölle.[18][19] Dieser vermietete es an Wacker weiter, so dass die Salamander-Filiale in dem Gebäude bleiben konnte. Sie wurde wohl 1943 nach der Einberufung Wackers geschlossen. Das Verfahren um die Rückerstattung des Grundstücks an die Erben Hedwig Eisigs war 1951 abgeschlossen. 1956 war ein Neubau von Hilda Koepff fertiggestellt. Darin gründete Rudi Haufe ein Immobiliengeschäft[20] und das Damenmodegesachäft Adam bezog Geschäftsräume.[21]

Kaiserstraße 7 um 1900

- Das Haus Kaiserstraße 7 hatte früher die Adresse Kramstraße 23 und 25 und Gerberstraße 3 getragen bzw. war bei der Zählung 1855 mit den Nummern 383, 384 und 407 versehen worden. Es wurde bereits 1432 erwähnt und beherbergte zeitweise die Schildwirtschaft Drei Könige. 1863 ließ der Kaufmann Gustav Fuchs mit finanzieller Unterstützung seines Schwiegervaters Friedrich Michael Münzing einen Neubau errichten, in dem sein 1864 gegründetes Unternehmen, eine Eisenwarenhandlung, seinen Stammsitz nahm. Die Söhne des Gründers, Gustav, Albert und Rudolf, und nach ihnen die Nachkommen von Rudolf führten das Unternehmen fort. Die Inhaber erwarben bis 1942 verschiedene Nachbargebäude in der Gerberstraße und Rosengasse (darunter auch die historischen Gasthöfe Zur Rose, Zum Bären und Württemberger Hof), so dass sich das Unternehmen bis zum Marktplatz erstreckte. Das Haus in der Kaiserstraße 7 wurde mehrfach umgebaut, 1939 erhielt es einen Luftschutzraum. Unmittelbar nach dem Zweiten Weltkrieg nahm Fuchs in noch erhalten gebliebenen Teilen des Stahlbetonbaus in der Kaiserstraße 7 den Betrieb wieder auf. Ab 1949 wurden die Gebäude auf dem Fuchs-Areal wieder aufgebaut.[22] Das Unternehmen endete mit einem Konkurs 1977.[23] In den 1980er Jahren wurde das ehemalige Fuchs-Areal mit dem Käthchenhof überbaut.

- Das Haus Kaiserstraße 8 hatte zuvor die Adresse Kramstraße 26 gehabt und bei der Gebäudezählung 1855 die Nummer 362 erhalten. 1950 befanden sich darin die Metzgerei von Karl Fischer und das Mode-Fachgeschäft Schäfer. 1961 waren eine Rechtsanwaltskanzlei und ein Büro des Heilbronner Mietervereins dazugekommen.

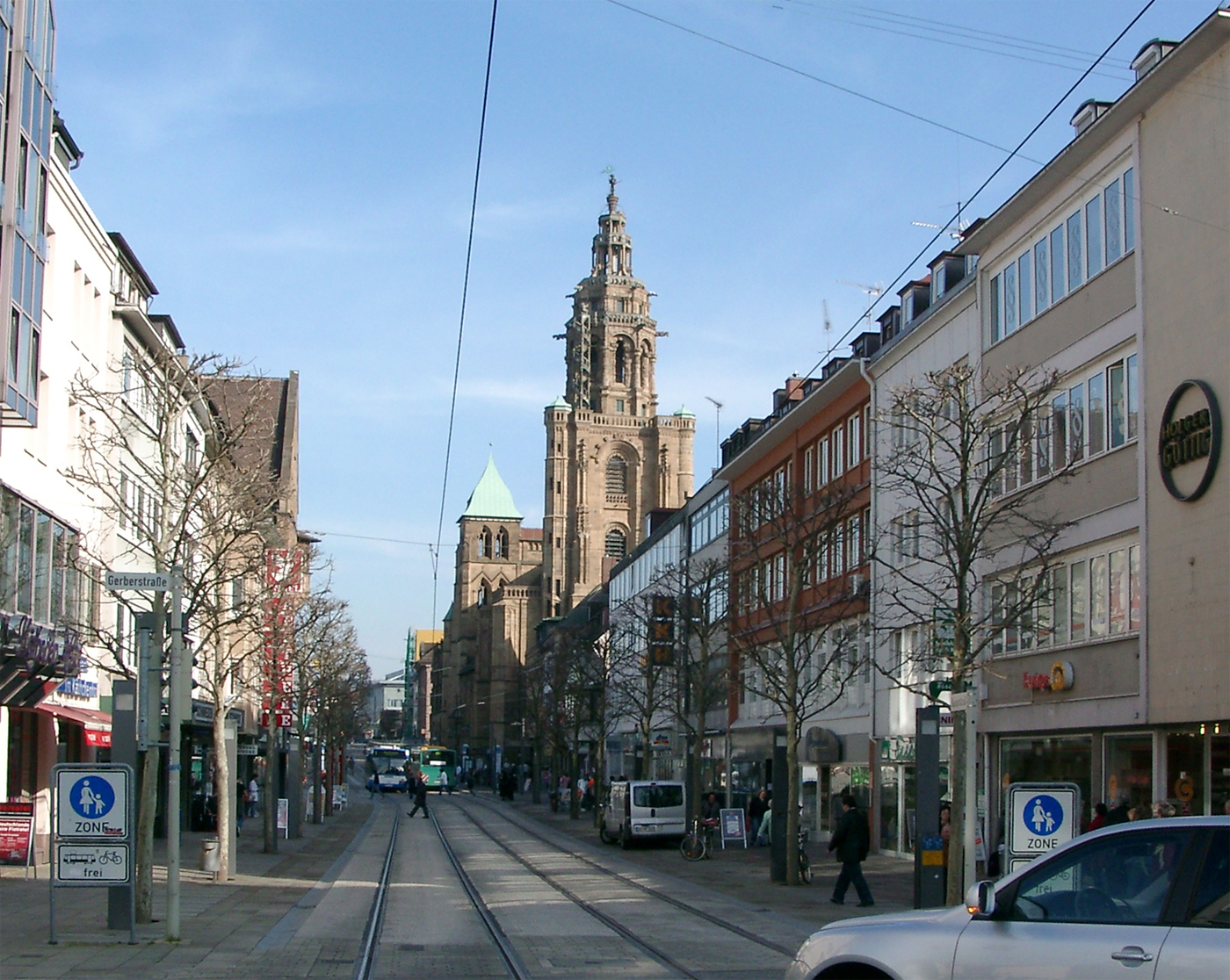
Westliche Kaiserstraße auf Höhe der Gerberstraße, heute Beginn der Fußgängerzone

- Das Haus Kaiserstraße 9 hatte früher die Adresse Kramstraße 27 gehabt und war zuvor nach der Häuserzählung von 1855 als Nr. 385 bezeichnet worden. Das Haus gehörte dem Weiß- und Wollwarenhändler Isidor Danziger. Im Juli 1919 kaufte Rosa Appel sein Weiß- und Wollwarengeschäft und führte es unter dem Namen J. Danziger Nachfolger weiter. Schon im Dezember desselben Jahres verkaufte sie es an ihren Ehemann Philipp Mendelsohn weiter.[24] Später befand sich in dem Gebäude das 1902 gegründete Uhrenhaus Eugen Schweizer, das nach der Zerstörung 1944 zeitweilig in die Kaiserstraße 19 wechselte, bevor Nr. 9 im Oktober 1952 wieder aufgebaut war.[25] 1961 befanden sich im Gebäude neben dem Uhrenhaus Schweizer auch ein Geschäft der Primus-Kleidung Schilling & Co. sowie ein Büro des Bergamts Heilbronn.

- Kaiserstraße 10, früher Kramstraße 28 und bei der Häuserzählung 1855 mit der Nummer 361 versehen, wurde nach dem Abriss des Vorgängerbaus für den Hafnermeister Georg Friedrich Fromm neu errichtet. Dieser Bau, der wahrscheinlich von Louis de Millas geplant worden war, wies eine traufständige Fassade im Rundbogenstil auf und war dem Wilhelmsbau sehr ähnlich. Bis 1911 gehörte das Haus Ernst Haspel. Der nächste Besitzer Ludwig Ruoff, ein Friseur, ließ das Erdgeschoss umbauen, wobei auch die Fassade verändert wurde. 1954 eröffnete an dieser Adresse ein Geschäftsgebäude der Klavierfabrik Uebel & Lechleiter.[26][27]

- In der Kaiserstraße 11 bezog 1953 die Mütterschule, die vor den Kriegszerstörungen im Karmeliter-Konventshaus war, neue Räume.[28] 1956 wechselte die Mütterschule in die Innsbrucker Straße.[29] 1961 hatte das Schokoladen-Spezialhaus Heß und der Friseursalon Freyer Räume im Gebäude.

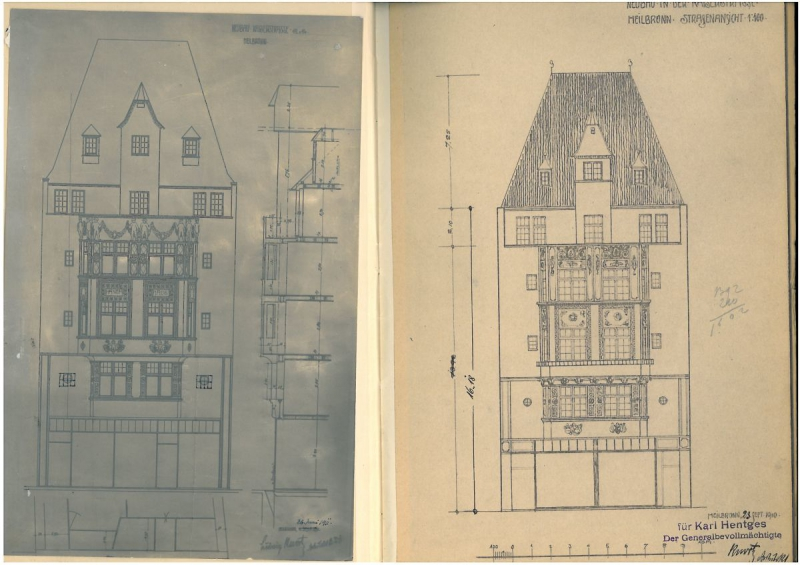
Zeichnungen aus den Baugesuchen zur Kaiserstraße 12 und 14. Der linke Entwurf wurde ausgeführt.

- Kaiserstraße 12 und 14 entsprach der alten Adresse Kramstraße 30. Um die Jahrhundertwende ließ der Kaufmann Ernst Haspel von A. Dederer einen Neubau planen. Dieses Haus im neogotischen Stil wurde allerdings nie errichtet. Haspel verkaufte sein Grundstück 1910 an Karl Hentges, der ebenfalls Kaufmann war und Ludwig Knortz mit der Planung des nun zu erstellenden Hauses beauftragte. Das sogenannte Hansa-Haus, ein Eisenbetonbau im Jugendstil, wurde 1911 errichtet. Rechtsanwalt Siegfried Gumbel war 1931 in der Kaiserstraße 12 ansässig.[30] Später hatte Albert Geissinger oder Geißinger dort ein Sanitätshaus; 1938 war offenbar die Victoria-Versicherung in dem Gebäude untergebracht. Schon ab Juli 1946 sollte die Ruine dieses Baus wieder als Geschäftshaus verwendet werden. 1952 befand sich das Bekleidungshaus Louis Lorenz in der Kaiserstraße 12,[31] im August richtete der Arzt Karl Pfaff darin auch eine HNO-Praxis ein.[32]

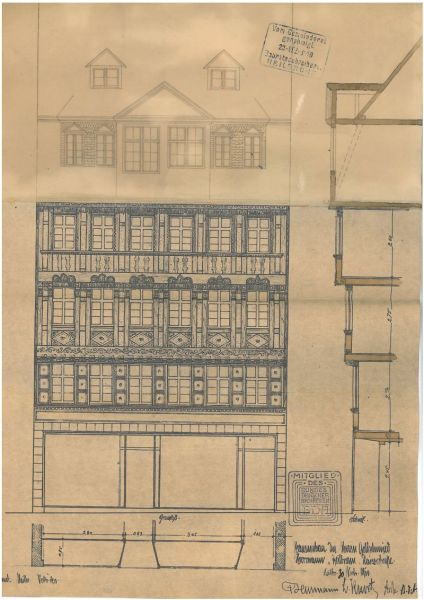
Zeichnung Knortz' zur Fassadenumgestaltung des Hauses Nr. 17

- In der Kaiserstraße 13 und 15 befand sich 1928 die Engel-Apotheke Alfred Krause.[33] Nach dem Zweiten Weltkrieg führte Ewald Matthes die Engel-Apotheke fort. Außerdem hatten gemäß der Adressbücher von 1950 und 1961 ein Augenarzt und ein Hautarzt ihre Praxen im Gebäude.

- Das Haus Kaiserstraße 17 hatte früher die Adresse Kramstraße 35 und nach der Häuserzählung 1855 die Nummer 390 getragen. Heinrich Cluss baute den Laden, der darin enthalten war, 1843 um. Die Fachwerkfassade des Hauses wurde im Jahr 1910 durch Ludwig Knortz umgestaltet. Ansässig waren unter anderem der Seilermeister Christian Schaldecker, der Friseur Hermann Hottinger und der Goldwarenfabrikant Franz Herrmann. Letzterer wechselte 1932 an die Allee 32, sein Sohn Oskar Herrmann führte den Betrieb zuletzt in der Lerchenstraße fort.

- Die Gebäude Kaiserstraße 18 und Kaiserstraße 20 waren in fränkischer und alamannischer Fachwerkbauweise im 15. und 16. Jahrhundert erbaut worden. Beide Gebäude wiesen weit (bis zu drei Meter) vorkragende Obergeschosse auf.[34] Das in fränkischer Fachwerkbauweise 1551 errichtete Haus Orth in der Kaiserstraße 20 stand auf älteren Grundmauern. Es hatte zum Maulbronner Hof gehört und wies im Erdgeschoss noch ein gotisches Gewölbe auf. Es besaß einst einen zusätzlich weit in den Straßenraum ragenden Erker, der 1864 abgebrochen werden musste. Das Gebäude Nr. 18 gehörte seit 1857 dem Kaufmann Albert Friedrich Landerer, der Papier und Schreibwaren verkaufte. 1922 erwarb Fritz Seel das Unternehmen, musste jedoch im Zuge der Weltwirtschaftskrise in ein kleineres Gebäude in der Klarastraße 8 wechseln.[35] Die Gebäude wurden 1931 zu einem Haus vereinigt. Beide Häuser gehörten dem Modehaus Zügel, als man 1937 als eine der ersten städtischen Maßnahmen dieser Art in Heilbronn das Fachwerk freigelegt hat.[36] Nach dem Zweiten Weltkrieg bezog das Modehaus Zügel die Nummern 18 bis 22. Ab 1962 befand sich im Nachfolgebau der Nr. 20 aus der Nachkriegszeit ein Lichdi-Markt.[37]

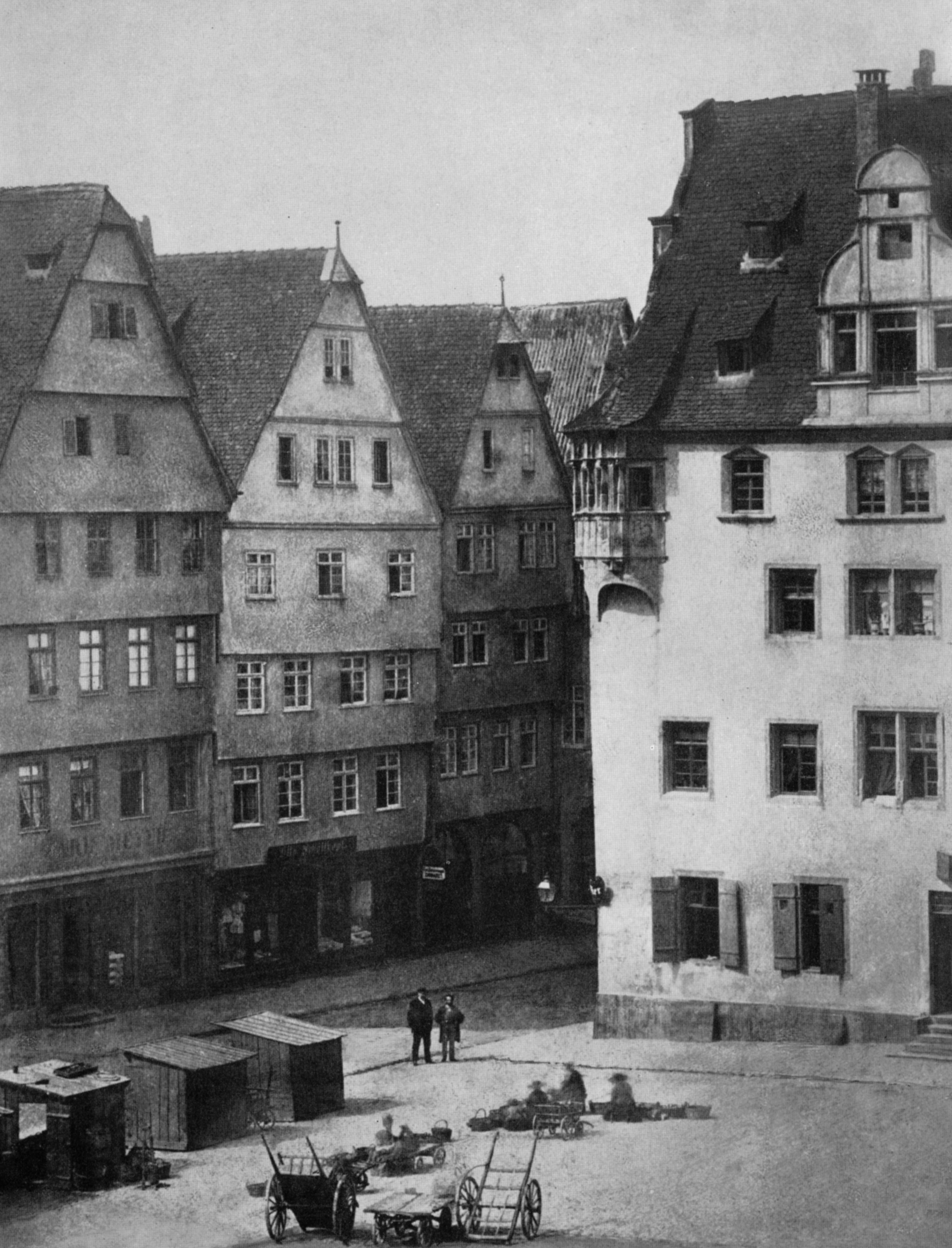
Marktplatz mit Kramgasse 1882. Die Gebäude sind von links nach rechts Kaiserstraße 24, 22 und 20 und das Käthchenhaus.

- In Nr. 19 hatten 1950 das Blumen-, Obst- und Gemüdegeschäft von Arthur Schuler, das Bürobedarfshaus Fegert-Staiger, das Uhrengeschäft Schweizer, das Schuhhaus Weingärtner, der Optiker Frick und die Fa. Emil Schultheiß, Fachgeschäft für Strümpfe und Unterwäsche, Räume bezogen. Nachdem Schweizer wieder in sein angestammtes Geschäft in der Kaiserstraße 9 gewechselt war, bezog der Süßwaren- und Spirituosenhändler Stöckle dessen Räume. Die Fa. Schultheiß konnte unter Inhaber Walter Rücker 1955 ihr 50-jähriges Jubiläum feiern.[38]

- In Nr. 21 befand sich laut Adressbuch von 1950 und 1961 die Textilpassage von Hans Mosner.

- Nr. 22 war wie das Nachbargebäude ein Fachwerkhaus, das zum Maulbronner Hof gehört hatte. Ein Lageplan des gesamten Areals des Maulbronner Hofes, das sich zwischen Kirchbrunnengasse und Kaiserstraße befand, wurde 1861 gezeichnet. Damals errichtete der Fabrikant Wilhelm Wecker eine Essigsäurefabrik im Rückgebäude der Kirchbrunnenstraße 9. Später befand sich dort die Buchdruckerei Hölbe. Das Vorderhaus wurde 1909 durch einen Neubau ersetzt. Rechtsanwalt Emil Meyer hatte 1931 sein Büro in der Kaiserstraße 22.[39]

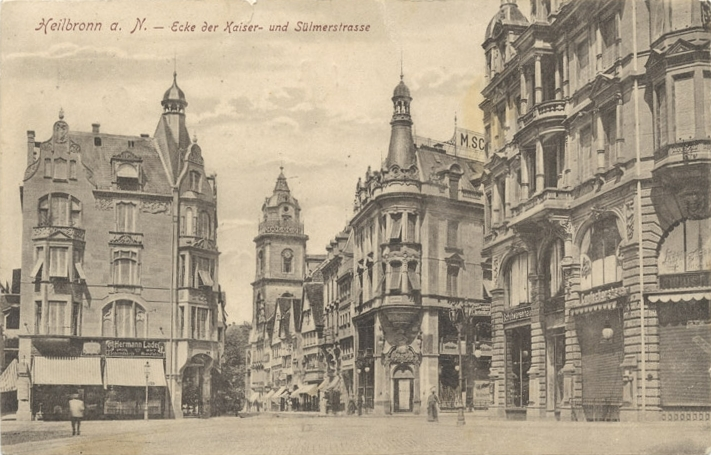
BLick vom Kiliansplatz zur Kaiserstraße, Ecke Sülmerstraße. Links Nr. 23, daneben Nr. 25.

- Nr. 23 und 23a erhielt unter Bäckermeister Franz Bolch eine neue Fassade, die Werkmeister Martin Keppeler entwarf. Bis 1944 befand sich in Nr. 23 das Maßatelier Heinrich Hochheimer.[40] 1938 hatte der Zahnarzt Franz Willscheid seine Praxis in dem Gebäude und behandelte darin den thailändischen König Ananda Mahidol.[41] 1961 wurde das Gebäude vom Bürobedarfshaus Fegert-Staiger genutzt, außerdem betrieb Eduard Vock darin die Pfandleihanstalt K. Stahl.

- Das Haus Kaiserstraße 23/1 bzw. Sülmerstraße 1 stand auf einem Eckgrundstück und hatte einst die Nummer 713b erhalten. Das sogenannte Pfarrhofstraßengebäude stammte aus reichsstädtischer Zeit. 1819 wurde es gegen den Schönthaler Hof eingetauscht und  1863 an den Kaufmann Schmidt verkauft. Schmidt ließ das ehemalige Oberamtsgefängnis umbauen. Ein Teilabbruch und Neubau des Wohn- und Geschäftshauses erfolgte 1902. 1937 wurde unter Paul Widmayer aus Stuttgart die Schnellgaststätte „Postmichel“ eingebaut. Vor dem zurückversetzten Haus Nr. 23/2 lag ein Hof.[42] – In dem wiederaufgebauten Haus Nr. 23/1 wurde 1950 die Tuchhandlung G. H. Keller, die seit 1901 in Heilbronn ansässig war, wieder eröffnet. Weitere Mieter des Gebäudes waren 1950 die zahnmedizinische Großhandlung Ernst Denzel, das Schuhhaus Rauch, die Innendekorateurin Else Fork, die Rechtsanwälte Nietzer und Kammerer sowie der Zahnarzt Gratz. 1961 war statt der zahnmedizinischen Großhandlung ein Büro der Deutschen Angestellten-Gewerkschaft eingezogen, und statt Else Fork firmierte deren Gatte Max Fork als Innenarchitekt. Die Tuchhandlung Keller wurde 1967 geschlossen. Danach eröffnete das Herrenmodegeschäft von Heinz Zanker, der zuvor bereits als Angestellter im Haus gewohnt hatte.

- Das Haus Nr. 24 an der Ecke zum Marktplatz hatte früher die Adressen Kramstraße 42 und Kasernengasse 7 getragen, bei der Häuserzählung 1855 war es mit Nr. 355 und 355a bezeichnet worden. Es handelte sich um ein Fachwerkgebäude aus der Übergangszeit vom schwäbischen zum fränkischen Stil. Um 1500 befand sich in dem Gebäude mit dem Speydelschen Handelshaus das bedeutendste Handelshaus der Stadt.[43] Später waren darin die Glandorffsche und die Hochstettersche Tuchhandlung ansässig. Ab 1912 befand sich im Haus schon die älteste Filiale[44] von Gustav Lichdi, bevor Lichdi das Gebäude 1924 erwarb.[45] Später zog der Lichdi-Markt ins Haus Nr. 20 um. Das Fachwerk des Hauses wurde 1928 freigelegt. 1942 sorgte die Firma Lichdi für einen Wohnungseinbau. Das wiederaufgebaute Gebäude wurde nach dem Zweiten Weltkrieg weiter von Lichdi genutzt. Bis 1961 kam das Ratskaffee von Reinhard Knebel hinzu. Seit 2009 befindet sich in der Kaiserstraße 24 ein Bürohaus der Heilbronner Stimme.

- Das Haus Kaiserstraße 25, ehemals Sülmerstraße 4, an der Ecke Sülmerstraße/Schulgasse wurde 1898/99 abgebrochen und nach Plänen von Walter & Luckscheiter für den Kaufmann Victor Schneider neu errichtet. In dem Haus waren die Bank Gumbel-Kiefe, die Bank für Handel und Industrie und die Darmstädter Bank untergebracht. Kaufmann Eduard Lederer betrieb noch 1931 sein Geschäft, ein Konfektionshaus, in der Kaiserstraße 25.[46] Lederer kam 1933 ins Sontheimer Asyl und wurde später deportiert; er kam in Riga ums Leben.[47] 1932/33 wurden unter der Regie der Geschwister Koch Läden in das Haus eingebaut. Die Einrichtung eines Cafés im ersten Stock wurde nicht genehmigt. Ab 1934 war das Gebäude als Barbarino-Eck bekannt, benannt nach dem darin befindlichen Tabakwarengeschäft.

Hutmacher Knödler, Kaiserstraße 26

- Das Haus Kaiserstraße 26 an der Ecke zur Kasernengasse hatte früher die Adresse Kramstraße 44 getragen. Es war mehrfach umgebaut und umgestaltet worden. 1869 wurde eine Ladenfassade gestaltet, die Streit mit den Nachbarn hervorrief, später wurde die Fassade im Stil des Historismus umgestaltet und ein Café eingebaut, ehe 1907 der Hutmacher Gottlieb Knödler den Laden umbauen und eine Jugendstilfassade davorsetzen ließ.[48][49] Nach dem Zweiten Weltkrieg wurde das Huthaus Knödler von Friedrich Böhnle fortgeführt. Zu den weiteren Geschäften in der Kaiserstraße 26 zählten 1950 eine Verkaufsstelle der Bäckerei Welti, die Evangelische Buchhandlung von W. Schneider und die Geschäftsstelle der Victoria-Versicherung. 1952 eröffnete an dieser Adresse die Polstermaterialien-Großhandlung von Erich Gebhardt.[50] 1961 befanden sich in dem Gebäude Geschäftsräume des Bäckers Weltin, die Rock-Ecke Rathgeber und eine Generalvertretung der Allianz-Versicherung.

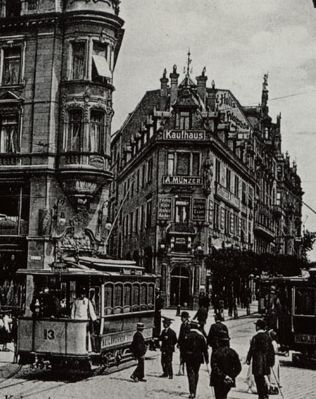
Blick in die Kaiserstraße, vorne links das Barbarino-Eck (Nr. 25), dahinter das Kaufhaus Adolf Münzer (Nr. 27)

- In der Kaiserstraße 27 war in den 1900er Jahren das Kaufhaus Adolf Münzer,[51] ferner waren zeitweise die Firma A. Grünwald und das Zigarrenspezialgeschäft von Willy Stern[52] darin ansässig. Außerdem bewohnte darin die Familie des Kaufmanns Sigmund Abraham auf drei Etagen. Abraham hatte dort seine Kunstsammlung untergebracht, zu der auch die Freundschaft seines Sohnes Siegfried Aram mit Künstlern wie Willi Baumeister und Oskar Schlemmer einiges beitrug.[53] Nach dem Zweiten Weltkrieg erstellte die Fa. Kachel dort einen Neubau, den sie mit einer Hausgerätehandlung bezog.[54] Bis zum Konkurs 1952 hatte das Einrichtungshaus Emil Walker im Gebäude auch Ausstellungsräume,[55] die danach die Asperger Möbelfabrik C. Fink übernahm.[56] Weitere Geschäfte in dem Gebäude waren 1950 das Gardinenspezialhaus von Eugen Kentner und die Parfümerie Bauer. Letztere war auch 1961 noch dort verzeichnet.

- Das Haus Nr. 28 wurde nach dem Zweiten Weltkrieg zunächst als eingeschossiger Notbau für das Textilgeschäft Geschwister Holder wiederhergestellt und 1953 dreistöckig ausgebaut.[57]

- Das Haus Kaiserstraße 29 war auf einer Teilfläche des abgebrochenen Bandhauses des Württemberger Zehnhofs durch die Architekten Maute & Moosbrugger errichtet worden. Es gehörte zunächst der Firma Koch und Mayer, später der Firma Saemann bzw. Lina Saemann. 1931 befand sich darin das Möbel- und Bettengeschäft Max Lang.[58] Bis zur Zerstörung 1944 war dort die 1902 gegründete Papier- und Schreibwarengroßhandlung C. Josef Müller (Inh. Carl Mollenkopf) ansässig.[59] 1950 waren an dieser Adresse das Sporthaus Saemann, die Färberei und Reinigung Gerock, Zigarren-Bauer, Reklame-Woerner, ein Büro der Wohnungsbau-Genossenschaft Schwaben, der Rechtsanwalt Haasis, der Steuerberater Willy Bauer und der Detektiv Wolter gemeldet. 1961 firmierte dort neben Saemann, Gerock und Zigarren-Bauer noch der Zahnarzt Burau.

- Das Haus Nr. 352, später Kaiserstraße 30, wurde im 18. Jahrhundert von der Kaufmannsfamilie Zobel bewohnt, zu der auch Charlotte Elisabethe Zobel gehörte. Eine Aufnahme aus dem Jahr 1910 zeigt noch dieses Bauwerk, das wenig später abgerissen werden sollte; an der Fassade befindet sich bereits ein Schild mit dem Hinweis „Im Neubau Grösster u. schönster Kino in Heilbronn“.[60] Der Neubau des Hauses Kaiserstraße 30 an der Ecke zur Schattengasse im frühen 20. Jahrhundert führte zu erheblichen Streitigkeiten. Architekt Ludwig Knortz errichtete für den Bankier Paul Schulz aus Stuttgart einen Eisenbetonbau, der offenbar mehrfach geändert wurde oder geändert werden sollte. Unter anderem war die Fassadengestaltung, für die z. T. Terracottafliesen verwendet werden sollten, strittig. Der Gemeinderat zog Peter Bruckmann als Berater hinzu. 1912[61] oder 1914[62] wurde in dem Gebäude ein Kino mit dem Namen Centraltheater eingerichtet. Das „Hochhaus“ bot sogar die Möglichkeit, dieses Kino mit einem Balkon auszustatten.[61] Dr. Oskar Moos zog nach eigenen Angaben mit seiner Familie und seiner Arztpraxis 1908 in das Haus Nr. 30. Er wurde als Jude 1933 aus dem Haus vertrieben, zog zunächst in die Weststraße (damals Gustloffstraße) 53 in Heilbronn und emigrierte nach der Reichspogromnacht nach Holland. In der Israelitischen Gemeindeliste wird er allerdings noch 1937 unter dem Wohnsitz Kaiserstraße 30 geführt. Um 1930 war Kaiser’s Kaffee-Geschäft in dem Gebäude ansässig;[63] 1938/39 wurde eine Abstockung und eine Umgestaltung der Fassade vorgenommen, wofür die Stadt Heilbronn einen Zuschuss gewährte. In der Nachkriegszeit eröffnete dort 1955 eine Filiale von Radio-Knörzer,[64] 1961 nutzten das Modehaus Haux, die Fahrschule Czernak und das Autohaus Hagelauer das Haus Kaiserstraße 30. Später war von 2002 bis 2004 dort das Modehaus Robben ansässig, das sich zuvor in der Allee 17 befunden hatte. Im Laufe des Jahres 2005 wurde das Gebäude komplett kernsaniert durch die Kreissparkasse Heilbronn. Im Erdgeschoss zog ab 2006 die neue Innenstadtfiliale der Kreissparkasse ein. Im ersten Stock errichtete die JOB AG Personaldienstleistungen AG auf knapp 200 m² ihre neue Filiale in Heilbronn.

- Das Gebäude Kaiserstraße 31 wurde zu Beginn des 20. Jahrhunderts für Metzgermeister Louis Kreiser zum Teil auf der Fläche des abgerissenen Hauses Schulgasse 2 nach Plänen von Martin Keppeler errichtet. Nachdem Konrad (oder Conrad) Morlock das Haus 1919 gekauft hatte, um sein Café Morlock dort einzurichten, wurde es umgebaut und umgestaltet; beauftragt wurde damit Adolf Braunwald. 1922 gab Morlock sein Etablissement auf und begann im neuen Café des Neckarhotels in der Frankfurter Straße 3 zu arbeiten, woraufhin das Haus erneut umgebaut wurde, diesmal für die Heilbronner Privatbank des Bankiers Eugen Karaszkiewicz. Die Bankkommandite Eugen Karaszkiewicz & Co. bestand bis Anfang 1924. Im Jahr 1928 firmierten Knittweis & Bohnhardt, Dachdeckermeister, in der Kaiserstraße 31.[65] Im Nachkriegsbau waren 1950 die Gaststätte „Stuttgarter Hofbräu“ von Karl Zeller und das Stahlwarenhaus Herrmann. 1961 war die Gaststätte ausgezogen, stattdessen hatte das Kaufhaus Beilharz dort eine Ausstellungs-Passage eingerichtet.

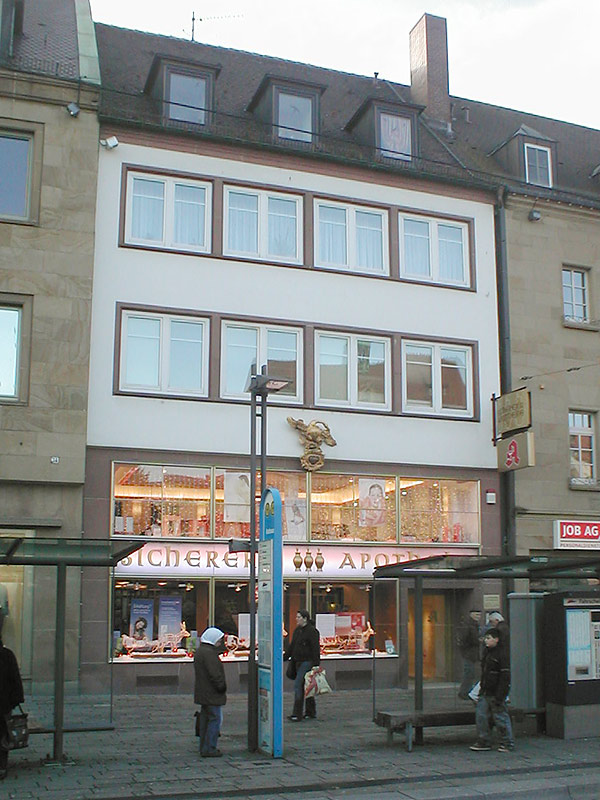
Sicherer'sche Apotheke, Kaiserstraße 32

- Die Sicherer’sche Apotheke (Kaiserstraße 32) war ein Fachwerkgebäude in schwäbisch-alamannischen Stil aus der Zeit um 1500.[66] Ihren Namen erhielt die Apotheke von Apotheker Johann Philipp Friedrich Sicherer (1726–1805).[67] Apotheker Harmuth erwarb am 4. Dezember 1934 das Gebäude und ließ es nach der Zerstörung 1944 im Jahre 1950 wiederaufbauen. 1961 hatte Lieselotte Haas die Apotheke übernommen, außerdem hatten zwei Ärzte Räume im Haus bezogen.

- Nr. 33 beherbergte zu Beginn des 20. Jahrhunderts die Firma Carl Wolf.[68] Später waren darin die Hauptverkaufsstelle der Firma Tengelmann, die nach der Zerstörung 1944 in die Wilhelmstraße 25 wechselte, 1952 dann jedoch am alten Platz wiedereröffnet wurde,[69] sowie das Schuhhaus Walch, das 1955 in dem Gebäude seine umgebauten Ausstellungsräume eröffnete.[70] Büros im Gebäude waren 1950 vermietet an den Orthopädie-Schuhmachermeister Arnold, an die Eos-Excelsior-Versicherung, an die Subdirektion der Vereinigte Krankenversicherung AG (VKV), an den Rechtsanwalt Lambert und den Zahnarzt Mahler. Bis auf Rechtsanwalt Lambert waren diese Parteien auch 1961 noch dort gemeldet.

- Nr. 34 (früher Kramstraße 52, alte Nummer nach der Häuserzählung von 1855: 350) war Sitz des 1909 gegründeten Heilbronner Bankvereins und am 25. April 1933 Schauplatz einer antisemitischen Kundgebung. An diesem Tag rottete sich eine Menschenmenge vor dem Gebäude zusammen und forderte, Otto Igersheimer, der seit 1930 Direktor des Bankvereins war, solle herauskommen. Igersheimer war jedoch gewarnt worden und fiel an diesem Tag nicht den Nazis in die Hände, musste aber seinen Posten aufgeben. Einige Jahre später wurde er deportiert und wurde im KZ Auschwitz ermordet. Vor dem Gebäude wurde ein Stolperstein für Igersheimer verlegt.[71] In dem Gebäude wohnte im Jahr 1937 außerdem Elise Gumbel mit Familie. Das Haus, in dem sich der Bankverein befand, war ein Eisenbetonbau aus dem Jahr 1906. Der Bau der Architekten Graf & Röckle aus Stuttgart für Abraham Gumbel war umstritten, weil man sich nicht sicher war, ob seine Gestaltung mit der benachbarten Kilianskirche harmonieren würde. Vor Beginn des Zweiten Weltkriegs war unter anderem eine Abstockung geplant. Es ist unklar, ob diese noch durchgeführt wurde. Laut dem Archäologischen Stadtkataster, Nr. 231, befand sich an dieser Stelle im 16. Jahrhundert der Gasthof Krone, in dem Götz von Berlichingen in ritterlicher Haft war. Nach dem Zweiten Weltkrieg wurde der Neubau an dieser Stelle weiter vom Heilbronner Bankverein genutzt, der später in der Volksbank Heilbronn aufging. 1961 firmierten an dieser Adresse außerdem der Hals-Nasen-Ohren-Arzt Robert von Kahler, der Zahnarzt Emil Moser, ein Büro der Bundesversicherungsanstalt für Angestellte und der Heilbronner Kreisverein des Nürnberger Vereins zur Behebung der Wohnungsnot.

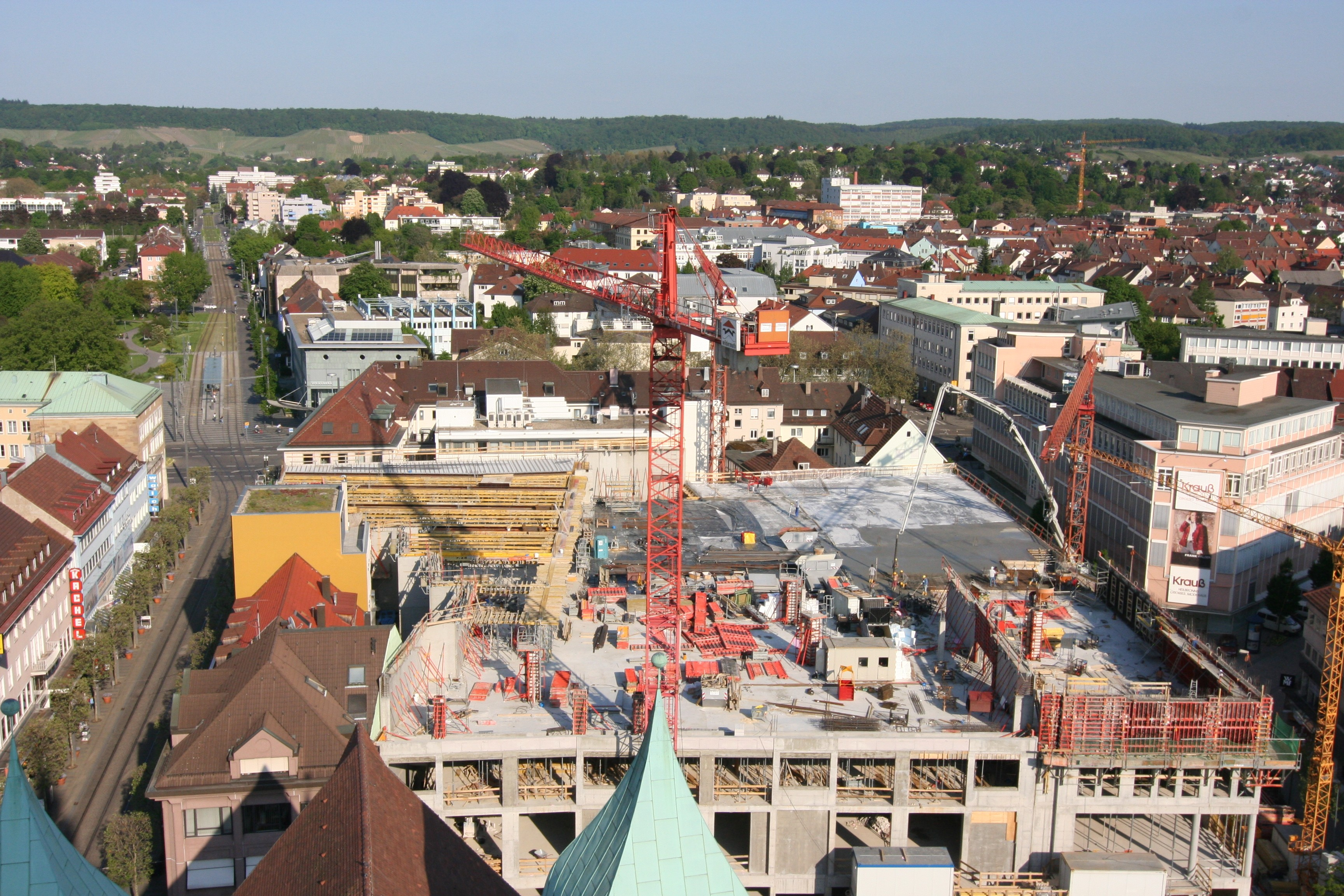
Das östliche Ende der Kaiserstraße (links) beim Neubau auf dem Klosterhof-Areal (Bildmitte) 2008

- Nr. 37 bildet den nordöstlichen Abschluss der Kaiserstraße an der Ecke zur Allee. Vor dem Zweiten Weltkrieg befand sich dort das Gebäude der Handels- und Gewerbebank, dessen Ruine noch bis in die frühen 1950er Jahre für kulturelle Zwecke genutzt wurde, bevor dort die Rhein-Main-Bank 1955 ein neues Bankhaus (heute: Dresdner Bank) errichtete, während die Handels- und Gewerbebank einen Neubau an der gegenüberliegenden Südostecke erstellte. In Nr. 37 waren 1961 außerdem die Fernmelderechnungsstelle des Fernmeldeamtes Heilbronn und ein Büro der Frankfurter Versicherungs-AG gemeldet.

- Die Kilianskirche in der Kaiserstraße 38 ist eine gotische Hallenkirche, deren Ursprung mindestens bis in das 11. Jahrhundert zurückreicht. Ihr Westturm von Hans Schweiner gilt als eines der ersten bedeutenden Renaissancebauwerke nördlich der Alpen.[72] Die Kirche wurde wie die umliegenden Gebäude am 4. Dezember 1944 auch weitgehend zerstört, aber bis in die 1970er Jahre in ihrer ursprünglichen Gestalt wieder aufgebaut.

- Das Haus Kaiserstraße 40 wurde 1897 nach Plänen von Heinrich Stroh für die Kaufleute Adolph Grünwald und Ernst Pfleiderer mit Stilelementen des Neobarock, des Klassizismus und des Jugendstil errichtet. In diesem Eckhaus zum Kiliansplatz befand sich von 1909 bis 1913 mit dem Viktoria-Cinematographen eines der ersten Kinos in Heilbronn. Bis 1931 befand sich in dem Haus Spiers Schuhwarengeschäft, danach zog es in die Nr. 6 um. Weiterhin nutzten auch die Kunsthandlung Carl Bek, das Uhrenhaus Julius Asch sowie der Herrenschneider Eugen Möhle zeitweilig Räume in dem Gebäude. 1931 nutzte die Firma A. Gummersheimer, Herren- und Damenkonfektion sowie Webwaren die Ladenräume der Kaiserstraße 40 und 42, ferner war in Nr. 40 bis 1944 auch ein Blumengeschäft. In der Nachkriegszeit ließ der Besitzer Reinhold Jooß das zerstörte Gebäude zunächst durch einen einstöckigen Laden ersetzen. Projekte der späteren Besitzer Hans und Lina Bergdoll zu einem Vollaufbau nach Plänen von Kurt Marohn wurden nicht genehmigt. 1950 firmierten in Nr. 40 das Samenhaus von Wilhelm Pfitzer, das Modegeschäft Bergdoll und das Blumenhaus von Max Bräunling. Statt des Blumenladens zog bis 1961 Otto Dietz mit einem Tabakwarenladen ein. 1986 wurde dann das heutige Kilianscafé nach Plänen von Michael Trieb errichtet.

- In Nr. 42 firmierten 1950 das Radio- und Musikhaus von Richard Häber und der Optiker Grübele. 1961 war noch ein Steuerberater hinzugekommen.

Warenhaus Gustav Barasch, Kaiserstraße 48 (Foto von 1910)

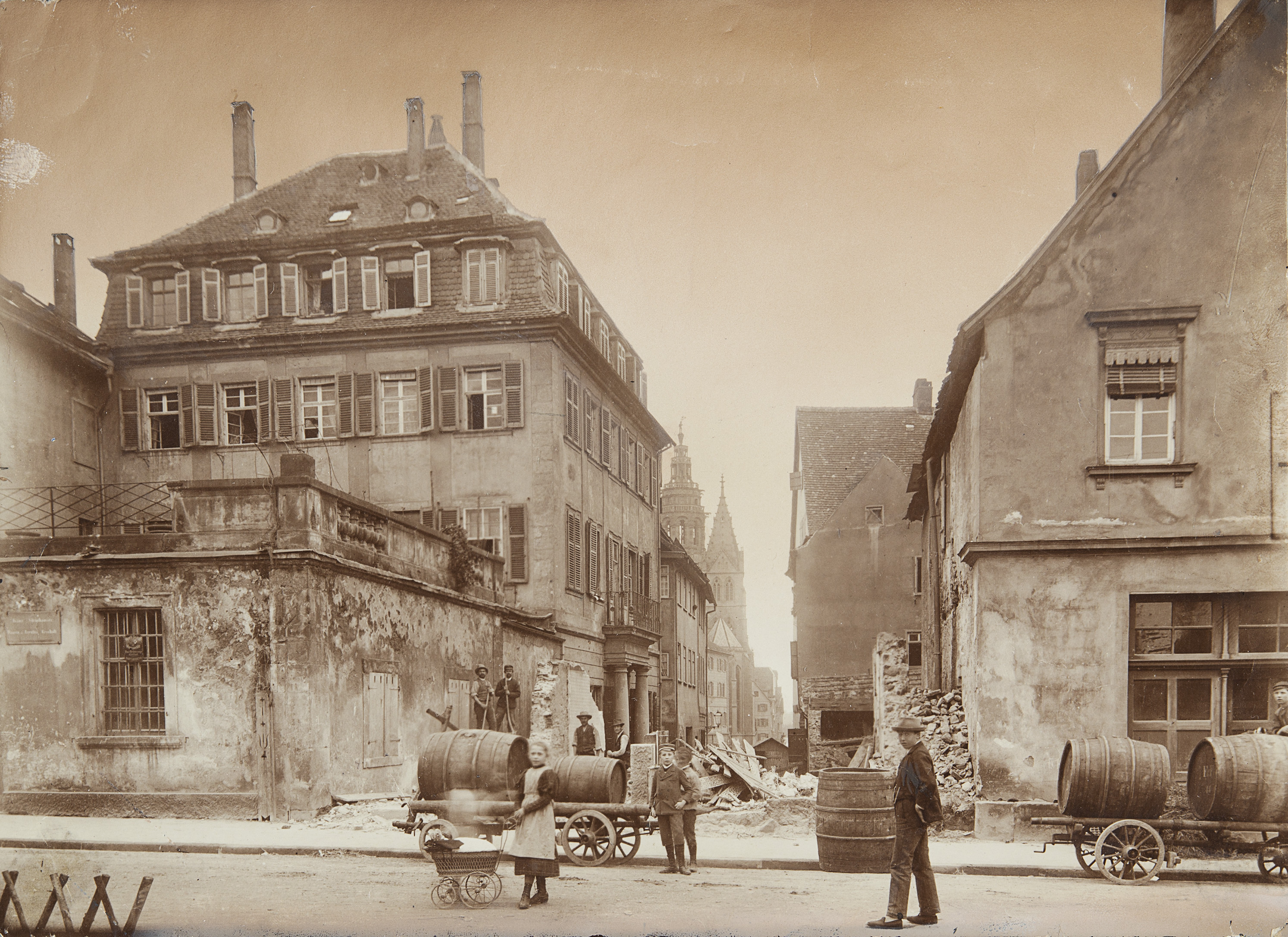
Roßkampfsches Haus und Durchbruch der Kaiserstraße zur Allee 1897

- Das Haus Nr. 44 wurde nach dem Durchbruch der oberen Kaiserstraße neu errichtet. Max Mayer, Inhaber eines Geschäfts für Damen- und Kinderkonfektion, das er 1892/93 mit seiner Ehefrau Frieda, geb. Adler, in der Kilianstraße 17 eröffnet hatte, mietete sich im Jahr 1900 in diesem Neubau ein. 1903 kaufte er das Haus, das er 1906 umbaute und um einen rückseitigen Anbau erweiterte. Als seine Frau erkrankte, ging das Haus 1928 in den Besitz der Brüder Landauer über,[73] die mit ihrem Kaufhaus schließlich in den Häusern Kaiserstraße 44 bis 48 ansässig waren.[74] Allerdings soll der Arzt Dr. Oskar Mayer, Sohn des vorherigen Besitzers Max Mayer, noch 1931 in der Kaiserstraße 44 seine Praxis gehabt haben.[75] Der Kaufmann Andreas Beilharz übernahm im Zuge der „Arisierung“ 1936 oder 1938 das Kaufhaus der Brüder Landauer von seinen damaligen Besitzern Max und Sigmund Kaufmann. Er eröffnete sein neues Geschäft am 15. Juli 1938. 1944 zerstört, wurde es 1948 wieder aufgebaut. 1950 firmierten in Nr. 44 der Lederhändler Alfred Wolf, der Lederbedarfshändler Johann Wolf und der Optiker Hänsch. 1953 bezog die Waren-Kredit-Bank GmbH eine Filiale in der Kaiserstraße 44, im Oktober 1953 wechselte das Uhrengeschäft Bantel von der Nr. 56 ebenfalls dorthin. 1961 nutzte neben Hänsch, Bantel und der Waren-Kredit-Bank auch noch der Zahnarzt Fritz Kaiser Räume im Gebäude. Das Gebäude wurde 1992 renoviert und 2000 geschlossen. Der Gebäudekomplex der Nummern 44 bis 50 wurde im Jahr 2007 abgerissen und danach durch das 2009 eröffnete Einkaufszentrum Klosterhof ersetzt.

- In der Kaiserstraße 46 (früher Präsenzgasse 6, Häuserzählung 1855: Nr. 25) war einst das Pfarrhaus des ersten Stadtpfarrers, das 1474 die Stadt als Predigerwohnung erwarb. 1863 kam der fränkische Fachwerkbau in Privatbesitz. 1905/06 Zeit ließ der Kunsthändler Heinrich Grünwald an der Kaiserstraße 46 ein Geschäftshaus nach Plänen der Architekten Beutinger & Steiner errichten. Bereits wenige Jahre später wurde das Haus 1913 vollständig umgebaut und mit dem Nachbargebäude Nr. 48 zum Warenhaus Landauer vereinigt.

- In der Kaiserstraße 48 befand sich bei der Umgestaltung der Kaiserstraße noch ein altes traufständiges Gebäude. 1905/06 wurde es nach Plänen von Adolf Braunwald durch ein Wohn- und Geschäftshaus der Kaufleute Emil und Reinhold Joos ersetzt. In dem Gebäude befand sich neben dem Immobilien- und Hypothekengeschäft Joos zunächst das Warenhaus Barasch, das 1911 durch die Firma Landauer übernommen wurde. 1913 hat man das Gebäude mit dem Nachbargebäude Nr. 46 vereint. Das Warenhaus Landauer war in der NS-Zeit Ziel von Judenboykott und einem Sprengstoffanschlag, wurde schließlich arisiert und kam in den Besitz des Kaufmanns Beilharz, der nach der Zerstörung im Zweiten Weltkrieg dort wieder ein neues Kaufhaus errichten ließ. 1950 firmierten in Nr. 46–48 neben dem Kaufhaus Beilharz noch der Facharzt Gärtner, die Buchhaltung des Heilbronner Bankvereins, das Rechtsanwaltsbüro von Kurt Kehm, der Werbungsmittler Hettenbach & Co., der Architekt Erik Beutinger und der Heilbronner Werbedienst. 1961 ist für Nr. 46–48 nur noch Beilharz verzeichnet. Das ganze Quartier wich schließlich dem 2009 eröffneten Klosterhof.

- Das Haus Kaiserstraße 50 hatte einst die Adresse Präsenzgasse 10 getragen und bei der Häuserzählung 1855 die Nummer 32 erhalten. 1856 nahm Maurermeister Paul Kraft einen kleineren Umbau vor. Der Hofphotograph Karl Fleischmann ließ in den Jahren 1905/06 durch Beutinger & Steiner ein neues Gebäude errichten. Im Haus Fleischmann war später das Fotogeschäft Mangold ansässig.[76] Nach dem Zweiten Weltkrieg ließen Hermann und August Mangold einen einstöckigen Notbau errichten, der bis 2003 noch als Fotogeschäft diente und bald danach wie die zuvor beschriebenen Nachbargebäude dem Einkaufszentrum Klosterhof wich.

- In Nr. 52 fand nach dem Zweiten Weltkrieg die Papierhandlung von Fritz Seel, die sich vor der Weltwirtschaftskrise in der Kaiserstraße 18 befunden hatte und dann in eine zweitklassige Lage gezogen war, ein neues Domizil an einer der Hauptgeschäftsstraßen. 1950 hatte in dem Gebäude auch noch Gertrud Baader einen Laden für Manufakturwaren.

- Im Stadtarchiv Heilbronn liegt ein Bau- bzw. Umbaugesuch des Architekten Adolf Braunwald aus dem Jahr 1906 für das Haus Kaiserstraße 54. Das Grundstück gehörte damals offenbar den Kaufleuten J. Reiner und Reinhold Jooß; der Bau wurde eingestellt, weil die Frage nicht geklärt werden konnte, ob der Umbau nicht einem Neubau gleichkomme. Ottilie Jooß hatte zeitweise ein Korsettspezialmaßgeschäft in dem Haus. 1937 wurde es für die Deutsche Nordsee umgebaut, die den Nachkriegsneubau gemäß der Adressbücher von 1950 und 1961 weiterhin nutzte. 1954 eröffnete der praktische Arzt Richard Klagholz dort eine Praxis,[77] die im Adressbuch von 1961 schon nicht mehr erwähnt wird.

- Die Nr. 56 trug das 1788/90 errichtete Roßkampfsche Haus, das Wohnhaus von Bürgermeister Georg Heinrich von Roßkampff. Das auf einem Grundstück an der Präsenzgasse errichtete Anwesen wurde infolge des Durchbruchs der Kramgasse zur Allee Teil der nördlichen Kaiserstraße. Nach dem Zweiten Weltkrieg wurden an der Stelle des zerstörten Gebäudes zunächst Notbauten errichtet. In der Nachkriegszeit richtete dort Paula Hoyler, geb. Bantel, ein Uhrmachergeschäft ein. Sie führte damit das 1872 von ihrem Großvater Gustav Bantel gegründete Geschäft fort. Bantel war ab 1886 Stadtuhrmacher gewesen und hatte sich um alle städtischen Uhren zu kümmern, um 1896 hatte er auch die Rathaus-Kunstuhr umgearbeitet und bis 1926 alle Turmuhren der Stadt von Hand aufgezogen. Sein Sohn Hermann starb beim Luftangriff vom 4. Dezember 1944.[78] Im Jahr 1950 firmierten dort zusätzlich der NSU-Kundendienst K. Keicher, das Elektrogeschäft von Eugen Hoyler, die Süßwaren-Groß- und Einzelhandlung Schoko-Heß (später in Nr. 11), die Parfümerie von Karl Bense und der Korbwarenladen Heinrich Hecht. Im Jahr 1952 firmierte auch der Damenfriseursalon Hilkert in der Kaiserstraße 56. Das Uhrengeschäft Bantel wechselte 1953 in die Kaiserstraße 44.[79] In der Mitte der 1950er Jahre wurde das Grundstück mit dem Neubau der Handels- und Gewerbebank (heute Baden-Württembergische Bank) überbaut.

## Trivia
Mark Twain berichtet in seinem Bummel durch Europa, er sei 1878 in Heilbronn im selben Gasthaus wie einst Götz von Berlichingen abgestiegen und habe auch dasselbe Zimmer wie weiland Götz erhalten: „Die Möbel waren merkwürdiges altes geschnitztes Zeug, volle vierhundert Jahre alt. Manche von den Gerüchen aber waren sicherlich tausendjährig. An der Wand befand sich ein Haken, an den nach Aussage des Wirtes der fürchterliche alte Götz seine eiserne Hand zu hängen pflegte, wenn er sie vor dem Zubettgehen abnahm.“ Twain berichtet weiter, er sei des Nachts durch das Knabbern einer Maus erwacht, habe erst den einen, dann den anderen Stiefel nach dem Tier geworfen und sei schließlich so in Unruhe geraten, dass er beschlossen habe, „auf den großen Platz hinauszugehen und am Springbrunnen eine erfrischende Waschung vorzunehmen“. Twain will allerdings mit seinem Plan gescheitert sein, weil er sich in dem nächtlichen Zimmer verirrt habe, schließlich fast die ganze Einrichtung zerschlagen und insgesamt in dieser Nacht nicht weniger als 74 Meilen zurückgelegt habe. Twain selbst nennt den Namen des Gasthauses nicht, doch ist überliefert, dass es sich bei Götz von Berlichingens Quartier um das am Marktplatz gelegene Gasthaus zur Krone gehandelt haben soll. Götz von Berlichingen bezeichnete dieses Haus, das damals von Dietz Wagenmann geführt wurde, als „des Diezen Herberg“; es handelte sich dabei um ein Eckhaus in der Nähe der Kilianskirche. Verschiedentlich wurde über den genauen Standort der Herberge spekuliert; eventuell könnte sie sich an der Stelle der heutigen Kaiserstraße 34 befunden haben.